# Volsk
Volsk (rusky Вольск) je ruské město v Saratovské oblasti. Leží na pravém břehu řeky Volhy. V roce 2010 zde žilo 66 508 obyvatel.
Byl založen v roce 1690 a městem se stal v roce 1780.